# Nasilje s strelnim orožjem
Nasilje s strelnim orožjem, je nasilje, storjeno z uporabo pištole (strelno orožje ali ročno orožje). Nasilje povezano z orožjem, se lahko šteje za kaznivo dejanje. Kazensko nasilje vključuje umor (razen kadar je upravičeno), napad s smrtonosnim orožjem in samomor ali poskus samomora, odvisno od sodne oblasti. Nekriminalno nasilje vključuje neključne ali nenamerne poškodbe in smrt (razen v primeru kriminalne malomarnosti). Navadno so tudi v statistiko nasilja z orožjem vključene vojaške ali paravojaške dejavnosti.

Po podatkih gunPolicy.org je 75 odstotkov svetovnih 875 milijonov pištol pod civilnim nadzorom. Približno polovica teh pušk (48 odstotkov) je v ZDA, ki ima najvišjo stopnjo lastništva orožja na svetu. Na svetovni ravni je več milijonov žrtev ali smrtnih žrtev s strani pištol. Zaradi napada s strelnim orožjem je leta 2013 umrlo 180.000 ljudi, medtem ko jih je leta 1990 umrlo 128.000. V letu 2013 je bilo tudi 47.000 nenamernih smrtnih primerov, povezanih s strelnim orožjem.
Stopnje nasilja, povezanega z orožjem, se zelo razlikuje med geografskimi regijami, državami in celo podnacionalno. Stopnje nasilnih smrtnih primerov s strelnim orožjem se gibljejo od 0.03 do 0.04 na 100.000 prebivalcev v Singapurju in na Japonskem, do 59 in 67 na 100.000 v Hondurasu in Venezueli. Najvišja stopnja nasilnih smrtnih primerov s strelnim orožjem na svetu se zgodi v južnoameriških in srednje ameriških državah z nizkimi dogodki, kot so Honduras, Venezuela, Kolumbija, Salvador, Gvatemala in Jamajka.
Združene države imajo 11. najvišjo stopnjo nasilja z orožja na svetu in daleč najvišjo od vseh velikih ali visoko razvitih držav. V ZDA je 25-krat večja stopnja umorov, 6-krat večja nenamerna smrt s pištolo, 8-krat večja smrtnost strelnega orožja in 10-krat večja povprečna stopnja smrtnosti strelnega orožja od povprečne stopnje drugih držav z visokim dohodkom. Skupna stopnja smrti strelnega orožja v ZDA je 50–100-krat večja kot v mnogih podobno bogatih državah s strogimi zakoni o nadzoru orožja, kot so Japonska, Združeno kraljestvo in Južna Koreja. Po skoraj vseh študijah je mogoče pripisati visoko stopnjo nasilja s pištolo v ZDA, ki ima med razvitimi :29 državami najvišjo stopnjo smrtnosti zaradi orožja na prebivalca kljub najvišji stopnji policistov na prebivalca do skrajne stopnje lastništva orožja in je dejansko edini narod z več orožja kot ljudi. Skoraj vse študije so odkrile povezavo med lastništvom orožja in stopnjami umorov in samomorov, povezanih z orožjem.
Po podatkih Združenih narodov število smrti zaradi ročnega orožja umre presega vsa druga orožja skupaj. vsako leto umre več ljudi zaradi nasilja, povezanega s pištolo, umre več ljudi kot pri atomskem bombardiranju Hirošime in Nagasakija skupaj. Število smrtnih žrtev zaradi uporabe orožja je lahko do 1000 mrtvih na dan.

## Preventiva
Predlaganih je bilo več idej o tem, kako zmanjšati pojavnost nasilja, povezanega s pištolo.
Nekateri predlagajo, da je bolje imeti pištolo doma za svojo varnost. Študiji kažejo, da je imetje orožja doma povezano s povečanim tveganjem za nasilno smrt v domu. Po navedbah FBI je nasilje, povezano z orožjem, povezano z lastništvom orožja in ni funkcija ali stranski produkt kaznivega dejanja. Njihova študija kaže, da več kot 90% smrtnih primerov, povezanih z orožjem, ni bilo del kaznivega dejanja, temveč so bili neposredno povezani z lastništvom orožja. Mati Jones poroča, da je študij v Philadelphiji pokazal, da je bilo verjetnost streljanja 4,5-krat večja, če je oseba nosila pištolo in da je bila verjetnost, da bo umorjena 4,2-krat večja. Drugi predlagajo oborožitev civilistov za boj proti množičnim streljanjem. Raziskave FBI kažejo, da se je med letoma 2000 in 2013 v petih incidentih (3,1%) streljanja končalo po tem, ko so oboroženi posamezniki, ki niso pripadniki organov pregona, s strelci izmenjali strel. Drug predlog je razširiti zakone o samoobrambi za primere kjer je človek izpostavljen napadom, čeprav so te politike povezane s 7 do 10-odstotnim povečanjem umorov.  Medtem ko je CDC preučeval možne metode preprečevanja nasilja s pištolo, niso prišli do številnih zaključkov o dobrem preprečevanju.
Psihologija je še ena metoda, ki pomaga nadzorovati orožje. Z njo lahko ugotovimo, možnost storitve nasilnega dejanja. Vendar ne zagotavlja varne metode preprečevanja nasilja s pištolo.

## Vrsta

### Samomor
Obstaja močna povezava med orožjem, ki ga hranimo doma, pa tudi dostop do orožja na splošno in tveganje za samomor, ti dokazi so najmočnejši v ZDA. Leta 2017 je skoraj polovica od 47.173 samomorov v državi uporabljalo strelno orožje. Študija o nadzoru primerov iz leta 1992, izvedena v Tennesseeju in Washingtonu, je pokazala, da imajo posamezniki, ki imajo doma strelno orožje skoraj petkrat večjo verjetnost samomora kot tisti, ki nimajo strelnega orožja. Študija iz leta 2002 je pokazala, da je dostop do orožja v domu povezan s povečanim tveganjem za samomor med srednjimi in starejšimi odraslimi, tudi po obvladovanju psihiatričnih bolezni. Od leta 2008 je bilo v ZDA izvedenih 12 študij obvladovanja primerov, ki so vse ugotovile, da so bile pištole doma povezane s povečanim tveganjem za samomor. Študija iz Nove Zelandije iz leta 1996 pa ni pokazala pomembne povezave med gospodinjskimi pištolami in samomori. Pri ocenjevanju podatkov iz 14 razvitih držav, kjer je bila stopnja lastništva orožja znana, je raziskovalno središče Harvard Injury Control Center ugotovilo statistično pomembno povezavo med temi stopnjami in stopnjami samomorov. Vendar pa so se vzporednice izgubile, ko so bili vključeni podatki iz drugih držav.:30 Študij iz leta 2006 je pokazal, da spremembe v stopnjah lastništva orožja vplivajo na stopnjo samomorov v več zahodnih državah. V osemdesetih in devetdesetih letih se je stopnja samomorilnosti mladostnikov z orožjem dohitela stopnje odraslih, stopnja 75 in več pa se je povečala nad vse ostale. Študija iz leta 2002 je pokazala, da 90% poskusov samomora s strelnim orožjem so bili uspešni.
Uporaba strelnega orožja pri samomorih se giblje od manj kot 10 odstotkov v Avstraliji do 50 odstotkov v Združenih državah Amerike, kjer je to najpogostejša metoda in kjer število samomorov presega število umorov 2 proti 1. Združene države imajo v razviti državi največ lastništev samomorov in orožja, strelno orožje pa je najbolj priljubljena metoda za samomor. V ZDA, ko se povečujejo lastništva orožja, se poveča tudi samomor s strelnim orožjem. Samomor je lahko impulzivno dejanje, 40% tistih, ki so preživeli poskus samomora, so rekli, da so o samomoru razmišljali le pet minut pred poskusom dejanja. Ta impulzivnost lahko privede do uporabe strelnega orožja, saj je to hitra in smrtonosna metoda.
Po navedbah ameriškega kriminologa Garyja Klecka, študiji, ki poskušajo lastništvo orožja povezati z viktimologijo, pogosto ne upoštevajo prisotnosti orožja v lasti drugih ljudi. Raziskave ekonomistov Johna Lotta iz ZDA in Johna Whitleyja iz Avstralije kažejo, da zakoni o varni hrambi očitno ne vplivajo na smrt ali samomor mladoletnikov. V nasprotju s tem je študija iz leta 2004, ki jo je vodil Daniel Webster, pokazala, da so takšni zakoni povezani z rahlim zmanjšanjem stopnje samomorov pri otrocih. Ista študija je kritizirala raziskavo Lotta in Whitleyja na to temo, ker sta neprimerno uporabila Tobitov model. Odbor ameriškega nacionalnega raziskovalnega sveta je dejal, da ekološke študije o nasilju in lastništvu strelnega orožja nasprotujejo dokazom. Odbor je zapisal: "Obstoječe raziskovalne študije in podatki vključujejo obilo opisnih informacij o umorih, samomorih in strelnem orožju, vendar zaradi omejitev obstoječih podatkov in metod verodostojno ne dokazujejo vzročne zveze med lastništvom strelnega orožja in vzroki ali preprečevanje kaznivega nasilja ali samomora."

### Namerni umor
Urad Združenih narodov za mamila in kriminal (UNODC) namerne umore opredeljuje kot "dejanja, pri katerih je storilec s svojimi dejanji želel povzročiti smrt ali resno poškodbo." To izključuje smrtne primere: povezane s konflikti (vojna); ki jih povzroči nepremišljenost ali malomarnost; ali upravičeno, na primer pri samoobrambi ali pri kazenskem pregonu pri opravljanju svoje dolžnosti. Poročilo Ženevske deklaracije iz leta 2009 z uporabo podatkov UNODC je pokazalo, da je bilo strelno orožje po vsem svetu uporabljeno v povprečju pri 60 odstotkih vseh umorov.  V ZDA je bilo leta 2011 67 odstotkov žrtev umorov usmrčenih s strelnim orožjem: 66 odstotkov umorov ene žrtve in 79 odstotkov umorov več žrtev.  Leta 2009 naj bi bila stopnja umorov v ZDA 5,0 na 100.000.  Študija Harvarda iz leta 2016 trdi, da je bila leta 2010 stopnja umorov približno 7-krat višja kot v drugih državah z visokim dohodkom in da je bila stopnja umorov v ZDA 25,2-krat višja.  Druga študija s Harvarda je pokazala, da je bila večja razpoložljivost orožja močno povezana z višjo stopnjo umorov v 26 državah z visokim dohodkom.  Dostop do orožja je povezan s povečanim tveganjem za žrtev umorov. Dostop do strelnega orožja pa ne prispeva samo k večji stopnji umorov, kot je ugotovila ena študija združenja kazenskega pravosodja iz leta 2011. Zdi se, da so enako pomembne tudi posebne družbene razmere na določenem območju, družbeno-kulturno. Ti pogoji vključujejo, vendar niso omejeni na družbeno starostno strukturo, ekonomsko neenakost, kulturno simboliko, povezano s strelnim orožjem, in kulturno vrednost posameznikovega življenja.  Študija iz leta 2001, ki je preučevala lastništvo orožja med 21 državami z visokim dohodkom, je pokazala, da je posedovanje orožja po državah povezano s stopnjo umorov žensk, ne pa tudi z moškimi in celotnimi stopnjami umorov. 

### Nasilje v družini
Nekateri zagovorniki nadzora nad orožjem pravijo, da najmočnejše dokaze, ki povezujejo razpoložljivost orožja s smrtjo in poškodbami, najdemo v študijah o nasilju v družini, ki se pogosto nanašajo na tiste, ki jih je opravil analitik javne zdravstvene politike Arthur Kellermann. V odgovor na predloge nekaterih, da bi bilo pametno, da bi lastniki stanovanj nabavili strelno orožje za zaščito pred vdori domov, je Kellermann v petih letih raziskal umore na domu v treh mestih. Ugotovil je, da je bilo tveganje za umor v resnici nekoliko večje v domovih, kjer je bila prisotna pištola. Podatki so pokazali, da je bilo tveganje za kaznivo dejanje iz strasti ali drug spor v družini, ki se konča s smrtno poškodbo, večje, ko je bila pištola takoj na voljo (v bistvu napolnjena in odklenjena), v primerjavi s takrat, ko ni bila na voljo nobena pištola. Kellerman je dejal, da je to povečanje smrtnosti zasenčilo vsako zaščito, ki bi jo lahko orožje odvračalo ali branilo pred vlomi ali invazijami. Ugotovil je tudi, da so potrebne nadaljnje raziskave vzrokov in preprečevanja nasilja v družini. 
Kritiki Kellermannove študije pravijo, da gre bolj neposredno za študijo nasilja v družini kot za lastništvo orožja. Gary Kleck in drugi oporekajo delu.  Kleck pravi, da je bilo nekaj umorov, ki jih je Kellermann preučeval, storjenih s pištolami, ki so pripadale žrtvi ali članom njenega gospodinjstva, in da je bilo neverjetno, da je lastništvo orožja v gospodinjstvu prispevalo k njihovemu umoru. Namesto tega je po mnenju Klecka povezava, ki jo je Kellermann ugotovil med lastništvom orožja in viktimizacijo, odražala, da so ljudje, ki živijo v nevarnejših okoliščinah, bolj verjetno umorjeni, vendar so verjetno tudi dobili pištole za samozaščito. 
V študijah nefatalne uporabe orožja je bilo ugotovljeno, da lahko orožje prispeva k prisilnemu nadzoru, ki nato lahko preraste v kronično in hujše nasilje.  Orožje lahko negativno vpliva na žrtve tudi brez odvajanja. Grožnje z uporabo pištole ali razkazovanjem orožja lahko pri žrtvah povzročijo škodljiv in dolgotrajen strah in čustveni stres, ker se zavedajo nevarnosti zlorabe, ki ima dostop do pištole.

### Rop in napad
Urad Združenih narodov za droge in kriminal opredeljuje rop kot tatvino sile s silo ali grožnjo s silo. Napad je opredeljen kot fizični napad na telo druge osebe, ki povzroči hude telesne poškodbe. V primeru nasilja, povezanega s pištolo, postanejo opredelitve natančnejše in vključujejo le rop in napad, storjen z uporabo strelnega orožja.  Strelno orožje se v tej nevarnosti uporablja štirikrat do šestkrat več kot strelno orožje, ki se uporablja kot sredstvo za zaščito v boju proti kriminalu.  Številke Hemenwaya izpodbijajo drugi akademiki, ki trdijo, da je uporaba strelnega orožja veliko bolj obramba kot kriminalna. Glej John Lott  "More Guns, Less Crime".
Kar zadeva pojavnost, imajo razvite države podobne stopnje napadov in ropov s strelnim orožjem, medtem ko se stopnje umorov s strelnim orožjem zelo razlikujejo glede na državo. [9] 

### Policijska brutalnost
V 18. stoletju je bila ustanovljena ameriška policija, ki je lovila pobegle sužnje in preprečila, da bi temnopolti iskali svobodo na severu ZDA.  Njegov namen je bil zaščititi belo bogastvo na račun črncev, priseljencev in drugih manjšin. Sužnje patrulje so se razvile v sodobne policijske oddelke. Med gibanjem za državljanske pravice je policija prevzela vlogo zatiralcev te progresivne revolucije proti zakonu.  Medtem ko so temnopolti Američani protestirali zaradi policijskih zlorab in rasnega profiliranja z neredi, bojkoti in mirnimi protesti, se je policija odzvala z nasiljem in uporabila solzivca, visokotlačne cevi in napadi psov proti protestnikom. 
 Črnci so bili od leta 2013 28% tistih, ki jih je policija ubila, kljub temu da je bil njihov delež vsega prebivalstva le 13% .  Popolnoma jasno je, da je to prekomerno razširjenost kriminala s črno pištolo v primerjavi z zločinom iz bele pištole mogoče pripisati ekonomski neenakosti med srednjo črno-ameriško družino in srednjo belo-ameriško družino. 

### Nenamerne smrti zaradi strelnega orožja
Od leta 1979 do 1997 je samo v ZDA od naključnih poškodb strelnega orožja umrlo skoraj 30.000 ljudi. Nesorazmerno veliko teh smrtnih primerov se je zgodilo v delih ZDA, kjer je strelno orožje bolj razširjeno.  Po streljanju na osnovni šoli Sandy Hook se je število naključnih smrtnih primerov strelnega orožja do aprila 2013 povečalo za približno petsto odstotkov. 

## Vzroki nasilja, povezanega z orožjem
Nasilje z orožjem lahko pripišemo različnim psihološkim in zunanjim vzrokom.

### Psihološki vzroki
Medtem ko se le približno 1 odstotek sodnih primerov, povezanih z nasiljem s pištolo, konča  "brez krivde zaradi neprištevnosti", se ugotovi, da ima približno 28 odstotkov ljudi, ki storijo nasilje, neko obliko duševne bolezni. 

### Zunanji vzroki
Zunanji vzroki, ki povzročajo nasilje s pištolo, so veliko bolj razširjeni kot duševne bolezni, saj mnogi med njimi povzročajo umore, ki predstavljajo skoraj 85% vseh nasilnih dejanj. Ti vzroki, ki jih ponavadi ustvarijo drugi ljudje, kot so prijatelji, sorodniki, znanci in sovražniki, so veliko bolj verjetni kot naključni trenutek ubijanja. Osamljene oborožene osebe imajo tudi nekaj zunanjih motivacij, saj jih je pomanjkanje družbenega kroga morda povzročilo užaljenost in jezo ter verjetno postanejo nevarni za tiste okoli sebe.

## Stroški nasilja zaradi orožja
Nasilje, storjeno z orožjem, povzroča velike zdravstvene, psihološke in ekonomske stroške.

### Gospodarski stroški
Gospodarski stroški nasilja, povezanega z orožjem, v ZDA znašajo 229 milijard USD na leto  , kar pomeni, da ima en sam umor povprečne neposredne stroške skoraj 450 000 USD, od policije in reševalnega vozila do bolnišnice, sodišča in zapor za morilca.  Študija iz leta 2014 je pokazala, da od leta 2006 do 2010 poškodbe zaradi orožja v ZDA stanejo 88 milijard dolarjev.

### Javno zdravje
V letu 2013 je napad s strelnim orožjem povzročil 180.000 smrtnih primerov, medtem ko jih je leta 1990 umrlo 128.000. Leta 2013 je bilo po vsem svetu 47 000 nenamernih smrtnih primerov zaradi strelnega orožja.
Nujna medicinska pomoč močno prispeva k stroškom takega nasilja. V študiji je bilo ugotovljeno, da so za vsako smrt zaradi strelnega orožja v ZDA v letu dni, od 1. junija 1992 dalje, v bolnišničnih oddelkih obravnavajo še povprečno tri poškodbe, ki so povezane s strelnim orožjem. 

### Psihološki vidik
Otroci, ki so izpostavljeni nasilju zaradi orožja, ne glede na to, ali so žrtve, storilci ali priče, imajo lahko kratkoročne in dolgoročne negativne psihološke posledice. Psihološke travme so pogoste tudi pri otrocih, ki so izpostavljeni visoki stopnji nasilja v svojih skupnostih ali prek medijev.  Psiholog James Garbarino, ki preučuje otroke v ZDA in po svetu, je ugotovil, da so posamezniki, ki trpijo zaradi nasilja, nagnjeni k duševnim in drugim zdravstvenim težavam, kot so posttravmatska stresna motnja in pomanjkanje spanja. Te težave se povečujejo za tiste, ki se kot otroci soočajo z nasiljem.  Mogoče si je predstavljati, da bi fizične in čustvene posledice množičnega streljanja v daljšem obdobju lahko privedle do številnih simptomov in invalidnosti med prizadetimi posamezniki in skupnostmi, ki bodo verjetno imeli doživljenjske posledice z dolgoročnimi spomini na opustošenje, nasilje, poškodbe in smrti. 

## Po državah

### Nasilje, povezano z orožjem v Avstraliji

#### Port Arthur
Pokol v Port Arthurju je leta 1996 zgrozil avstralsko javnost. Moški je streljal na lastnike trgovin in turiste, ubil je 35 ljudi, 23 je ranil. Ta pokol je sprožil avstralske zakone proti orožju. Takratni premier John Howard je predlagal zakon o orožju, ki je javnosti poleg strogo omejevalnega sistema dovoljenj in nadzora lastništva preprečil, da bi imela vse polavtomatske puške in šibrovke.
Vlada je od ljudi odkupila tudi puške. V letih 1996–2003 so ocenili, da so odkupili in uničili skoraj milijon strelnega orožja. Konec leta 1996, medtem ko se je Avstralija še vedno spopadala s pobojem v Port Arthurju, je bil zakon o orožju popolnoma v veljavi. Od takrat se je število smrtnih primerov, povezanih z nasiljem zaradi orožja, skoraj vsako leto zmanjševalo. Leta 1979 je šeststo oseminosemdeset ljudi umrlo zaradi nasilja s pištolo, leta 1996 pa petsto šestnajst. Številke še naprej padajo, vendar so upadale tudi pred uvedbo zakona o orožju.

#### Sydney Siege
V avstralskem incidentu, povezanem z nasiljem orožja po Port Arthurju, je bila leta 2014 kriza talcev v Sydneyju. Od 15. do 16. decembra 2014 je osamljeni strelec Man Haron Monis držal talce sedemnajstih strank in zaposlenih v čokoladni kavarni Lindt. Storilec je bil takrat pod varščino in je bil pred tem že obsojen za vrsto kaznivih dejanj. 
Naslednje leto avgusta je vlada Novega Južnega Walesa poostrila zakone o varščini in nezakonitem strelnem orožju ter ustvarila novo kaznivo dejanje za posedovanje ukradenega strelnega orožja z največ 14 leti zapora. 

### Nasilje z orožjem na Švedskem
Glavni članki: Kriminal na Švedskem in ranljivo območje
Švedska je bila v dveh desetletjih pred letom 2018 močnega porasta orožja pri moških, starih od 15 do 29 let, poleg naraščajočega trenda nasilnega orožja pa je bila na Švedskem tudi visoka stopnja orožja v primerjavi z drugimi državami zahodne Evrope. Glede na poročilo, ki so ga leta 2017 objavili akademski raziskovalci, so incidenti streljanja s smrtnimi izidi približno 4 do 5-krat pogostejši na Švedskem v primerjavi s sosednjimi državami, kot sta Nemčija in Norveška, če upoštevamo velikost prebivalstva. Mesto z največjo razširjenostjo streljanja je bilo Malmö. Močno nasilje v proučevanem obdobju je prav tako spremenilo značaj, od kriminalnih tolp v mestna predmestja.
Po besedah raziskovalca Amirja Rostamija na univerzi v Stockholmu je policijska statistika za januar – november 2018 pokazala, da je bilo število streljanj še vedno visoko število: 274, kjer je bilo do konca novembra v primerjavi z letom 2010 ustreljenih in umorjenih 42 ljudi in 129 ranjenih 43 leta 2017. Rostami je še dejal, da je bilo od leta 2011 na Švedskem 100 napadov z ročno granato in 1500 streljanj, letno se jih ubije okoli 40 ljudi, 500 pa jih je bilo ranjenih. Rostami je še dejal, da če bi to nasilje pripisali neki obliki ekstremistov, bi to veljalo za obliko državljanske vojne.. Skoraj polovica (46%) vseh streljanj v letu 2018 se je zgodila v javnih prostorih na ranljivih območjih. Tako žrtve kot storilci postajajo mlajši. 
Po podatkih policije je bilo leta 2018 v nesrečah z navzkrižnim ognjem ubitih najmanj devet ljudi, kateri so le nedolžno opazovali, zato je tveganje za splošno javnost naraščalo. 

#### Streljanje v pivnici Gothenburg
Streljanje v pivnici Vår Krog & Bar v Göteborgu se je zgodilo 18. marca 2015. Dva neznana orožnika sta vstopila v pivnico v Göteborgu na Švedskem in začela brez razlogov streljati na ljudi v restavraciji. To streljanje je bilo prvič, potem, ko je bil na Švedskem zaradi kriminalnega nasilja umorjen nedolžni opazovalec. Strelci so bili del tolpe iz severnega Biskopsgårdna, ki se je maščevala. 

### Nasilje, povezano z orožjem v ZDA
Nasilje z orožjem v ZDA letno povzroči na desettisoče smrtnih žrtev in poškodb. Leta 2013 je bilo 73.505 smrtnih poškodb strelnega orožja (23,2 poškodb na 100.000 ameriških državljanov), in 33.636 smrtnih žrtev zaradi "poškodb s strelnim orožjem" (10,6 smrtnih žrtev na 100.000 ameriških državljanov.  These deaths consisted of 11,208 homicides, Med temi smrtnimi žrtvami je bilo 11.208 umorov, 21.175 samomorov , 505 smrtnih žrtev zaradi nenamernega ali malomarnega odpuščanja strelnega orožja in 281 smrtnih žrtev zaradi uporabe strelnega orožja z "nedoločenim namenom". Od 2.596.993 smrtnih primerov v ZDA leta 2013 je bilo 1,3% povezanih s strelnim orožjem. Lastništvo in nadzor nad orožjem sta med najbolj pogostimi vprašanji v državi.
Leta 2010 je bilo 67% vseh umorov v ZDA storjenih s strelnim orožjem. Leta 2012 je bilo v ZDA 8.855 umorov, povezanih s strelnim orožjem, od tega 6.371 pri pištolah. Leta 2012 je bilo 64% vseh smrtnih primerov, povezanih z orožjem, v ZDA samomor. Leta 2010 je bilo v ZDA 19.392 samomorov, povezanih s strelnim orožjem, in 11.078 umorov, povezanih s strelnim orožjem. Leta 2010 je bilo prijavljenih 358 umorov s puško, medtem ko je bilo prijavljenih 6 009 pištol; še 1.939 so poročali z nedoločeno vrsto strelnega orožja.
S strelnim orožjem so leta 2015 v ZDA ubili 13.286 ljudi, če ne štejemo samomorov. Približno 1,4 milijona ljudi je bilo ubitih s strelnim orožjem v ZDA med letoma 1968 in 2011, kar ustreza 10. največjemu ameriškemu mestu v letu 2016, ki je padlo med prebivalci San Antonia in Dallasa v Teksasu
V primerjavi z 22 drugimi državami z visokim dohodkom je ameriška stopnja umorov, povezanih z orožjem, 25-krat višja. Čeprav ima polovica prebivalstva drugih 22 držav skupaj, so ZDA imele 82 odstotkov vseh smrtnih primerov orožja, 90 odstotkov vseh žensk, ubitih s pištolami, 91 odstotkov otrok, mlajših od 14 let, in 92 odstotkov mladih med 15 in 24 let. s pištolami. Leta 2010 je nasilje z orožjem ameriške davkoplačevalce stalo približno 516 milijonov dolarjev neposrednih bolnišničnih stroškov.
Nasilje z orožjem je najpogostejše v revnih mestnih območjih in je pogosto povezano z nasiljem tolp, pri čemer pogosto sodelujejo moški mladoletniki ali mladi odrasli moški. Čeprav so množično streljanje v medijih obsežno pokrivali, množično streljanje v ZDA predstavlja majhen delež smrtnih primerov, povezanih z orožjem, pogostost teh dogodkov pa je med leti 1994 in 2007 enakomerno upadala in naraščala med letoma 2007 in 2013.
Zakonodaja na zvezni, državni in lokalni ravni poskuša nasilje nad orožjem obravnavati z različnimi metodami, vključno z omejevanjem nakupov strelnega orožja med mladimi in drugimi "ogroženimi" prebivalci, določanjem čakalnih dob za nakup strelnega orožja, vzpostavitvijo programov za odkup orožja, zakoni izvršilne in policijske strategije, strogo obsodbo kršiteljev orožnega prava, izobraževalni programi za starše in otroke ter programi za ozaveščanje skupnosti. Kljub vsesplošni zaskrbljenosti zaradi vplivov nasilja s pištolo na javno zdravje je Kongres centrom za nadzor bolezni (CDC) prepovedal izvajanje raziskav, ki zagovarjajo nadzor nad orožjem. CDC je to prepoved razlagal tako, da se razširi na vse raziskave o preprečevanju nasilja nad orožjem, zato od leta 1996 ni financiral nobene raziskave na to temo. Vendar sprememba "Dickey" omejuje zgolj CDC, ki se zavzema za nadzor nad orožjem z vladnimi sredstvi. Ne omejuje raziskav nasilja nad orožjem in vzročnih povezav med orožjem in nasiljem, vendar za ta namen še ni odobreno financiranje, tj. Epidemiologija, CDC za nadaljevanje potrebuje odobritev kongresa.

#### Sreljanje v osnovni šoli Sandy Hook
14. decembra 2012 je Adam Lanza v njenem domu ustrelil svojo mamo in se nato odpeljal do osnovne šole Sandy Hook, kjer je ubil 20 otrok in šest odraslih uslužbencev. Adam je storil samomor, ko je policija prispela v šolo. Lanza je trpel zaradi hudih težav z duševnim zdravjem, ki niso bile ustrezno obravnavane. Dogodek je sprožil razpravo o dostopu oseb z duševnimi boleznimi in zakonom o orožju v ZDA do strelnega orožja.

## Glej Tudi
https://www.gunviolencearchive.org/